# 1970-es Formula–1 olasz nagydíj
Az 1970-es Formula–1 világbajnokság tizedik futama az olasz nagydíj volt.

## Futam
Az olasz nagydíj előtt a Tyrrell megépítette saját autóját, a 001-est. Bár Stewart tesztelte az autót pénteken, több mechanikai probléma lépett fel, így Stewart a Marchcsal indult a versenyen. Pénteken Fittipaldi balesetet szenvedett a 72-essel a Parabolicában, autója a fák közé repült, de a brazilnak nem esett baja. Szombat délután ugyanezen a ponton Rindt autója kitört balra, amikor a fékre lépett, és a szalagkorlátnak ütközött. Az osztrák több súlyos sérülést szenvedett, kórházba szállították, de már a megérkezéskor halott volt. Ő volt a harmadik elhunyt versenyző az évben McLaren és Courage után. A Lotus visszavonta összes autóját a nagydíjról. Az időmérő edzésen Ickx autózta a legjobb időt Rodríguez, Regazzoni és Stewart előtt.
A rajt után Ickx megtartotta a vezetést, de a negyedik körben Rodríguez és Stewart is megelőzte. A három versenyzőhöz Regazzoni is csatlakozott, így négyen váltották egymást az élen, egymás szélárnyékában autózva. Rodríguez a 13. körben motorhiba miatt esett ki, Ickx a 26. körben, Oliver a 37. körben adta fel a futamot. Regazzoni mindössze ötödik versenyén győzni tudott hat másodperccel Stewart és Beltoise előtt. A verseny után visszafogottan ünnepeltek.
| Helyezés | #  | Versenyző            | Csapat/Motor       | Futott körök | Idő/Kiesés oka    | Rajthely | Pontszám |
| -------- | -- | -------------------- | ------------------ | ------------ | ----------------- | -------- | -------- |
| 1        | 4  | Clay Regazzoni       | Ferrari            | 68           | 1h39:06,88        | 3        | 9        |
| 2        | 18 | Jackie Stewart       | Tyrrell-Ford       | 68           | + 5,73            | 4        | 6        |
| 3        | 40 | Jean-Pierre Beltoise | Matra              | 68           | + 5,80            | 14       | 4        |
| 4        | 30 | Denny Hulme          | McLaren-Ford       | 68           | + 6,15            | 9        | 3        |
| 5        | 46 | Rolf Stommelen       | Brabham-Ford       | 68           | + 6,41            | 17       | 2        |
| 6        | 20 | François Cevert      | Tyrrell-Ford       | 68           | + 1:03,46         | 11       | 1        |
| 7        | 48 | Chris Amon           | March-Ford         | 67           | + 1 kör           | 18       |          |
| 8        | 34 | Andrea de Adamich    | McLaren-Alfa Romeo | 61           | + 7 kör           | 12       |          |
| HN       | 32 | Peter Gethin         | McLaren-Ford       | 60           | Helyezés nélkül   | 16       |          |
| Kiesett  | 8  | Jackie Oliver        | BRM                | 36           | Motorhiba         | 6        |          |
| Kiesett  | 52 | Ronnie Peterson      | March-Ford         | 35           | Motorhiba         | 13       |          |
| Kiesett  | 44 | Jack Brabham         | Brabham-Ford       | 31           | Baleset           | 8        |          |
| Kiesett  | 2  | Jacky Ickx           | Ferrari            | 25           | Kuplung           | 1        |          |
| Kiesett  | 12 | George Eaton         | BRM                | 21           | Kormánykerék      | 20       |          |
| Kiesett  | 54 | Tim Schenken         | De Tomaso-Ford     | 17           | Motorhiba         | 19       |          |
| Kiesett  | 6  | Ignazio Giunti       | Ferrari            | 14           | Üzemanyagrendszer | 15       |          |
| Kiesett  | 42 | Henri Pescarolo      | Matra              | 14           | Motorhiba         | 5        |          |
| Kiesett  | 10 | Pedro Rodríguez      | BRM                | 12           | Motorhiba         | 2        |          |
| Kiesett  | 50 | Jo Siffert           | March-Ford         | 3            | Motorhiba         | 7        |          |
| Kiesett  | 14 | John Surtees         | Surtees-Ford       | 0            | Elektronika       | 10       |          |
| Vi       | 28 | Graham Hill          | Lotus-Ford         |              | Visszalépett      |          |          |
| Vi       | 24 | John Miles           | Lotus-Ford         |              | Visszalépett      |          |          |
| NI       | 22 | Jochen Rindt         | Lotus-Ford         |              | Végzetes baleset  |          |          |
| NK       | 38 | Jo Bonnier           | McLaren-Ford       |              |                   |          |          |
| Vi       | 26 | Emerson Fittipaldi   | Lotus-Ford         |              |                   |          |          |
| NK       | 36 | Nanni Galli          | McLaren-Alfa Romeo |              |                   |          |          |
| NK       | 56 | Silvio Moser         | Bellasi-Ford       |              |                   |          |          |

## Statisztikák
Vezető helyen:
- Jacky Ickx: 5 (1-3 / 19-20)
- Pedro Rodriguez: 3 (3 / 7-8)
- Jackie Stewart: 17 (8)
- Clay Regazzoni: 33 (5-6 / 9 / 11 / 14-17 / 26-27 / 35 / 37 / 42-43 / 51 / 53)
- Jackie Oliver: 9 (10 / 12 / 32-34 / 36 / 38-41 /44-50 / 52)
- Denny Hulme: 1 (9)

Clay Regazzoni 1. győzelme, 2. leggyorsabb köre, Jacky Ickx 7. pole-pozíciója.
- Ferrari 44. győzelme.

Tyrrell első versenye.